# Коловодник великий
Коловодник великий, уліт великий (Tringa nebularia) — прибережний птах з родини баранцеві (Scolopacidae).

## Опис
Дорослий коловодник великий досягає величини до 35 см і трохи більший за свого родича коловодника звичайного. Його розмах крил становить до 70 см, а вага — до 280 г. У нього довгі сіро-зелені лапи і довгий, сильний і злегка вигнутий униз дзьоб. Верхня сторона тіла коричнево-сіра, а живіт забарвлений у білий колір. Самці і самки статевого диморфізму не проявляють. Природними ворогами великого коловодника є хижі птахи. У цілому це полохливий і обережний птах, який вміє плавати. Його спів звучить як «ма-ма-ма».

## Поширення

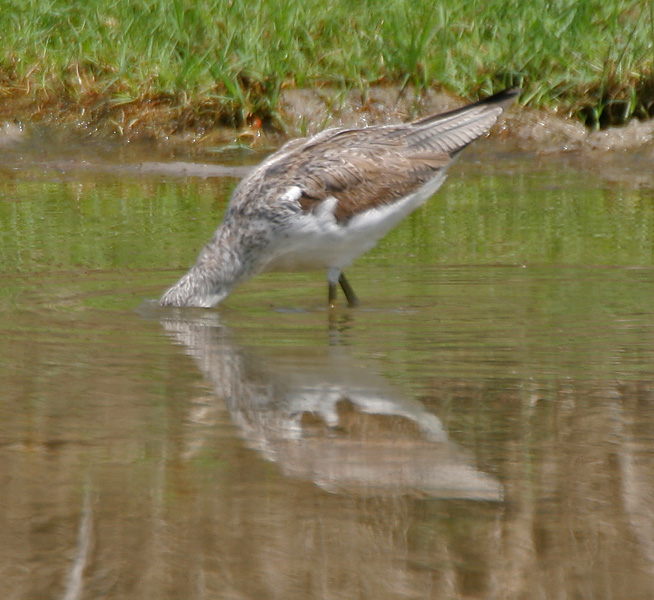
Коловодник великий у пошуках їжі

Коловодник великий живе головним чином у дрібних водоймах, наприклад на болотах, у запрудах та річках в Північній Європі (за винятком Ісландії) і Північній Азії. Взимку він здійснює перельоти в Середземномор'я, Західну і Південну Африку. В Україні пролітний птах, зустрічається на всій території.

## Живлення
Коловодник великий живиться хробаками, ракоподібними, комахами та їх личинками. Своїм добре пристосованим довгим дзьобом він також виловлює дрібну рибу з води.

## Розмноження
Шлюбний період коловодника великого триває від травня до липня. Гніздо є заглибленням у землі, вистеленим травою. Самка відкладає від чотирьох до п'яти великих яєць, що насиджуються обома батьками протягом 25 днів. Пташенята вже з першого дня життя дуже активні.

## Галерея

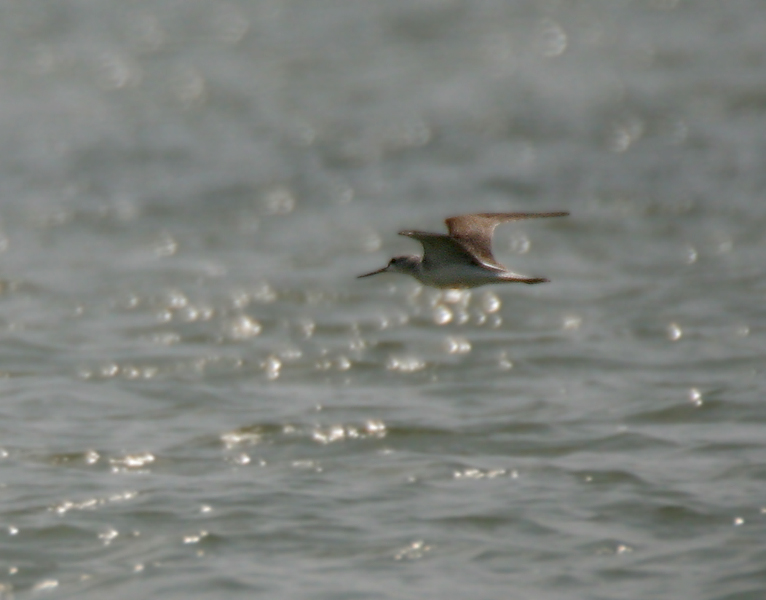
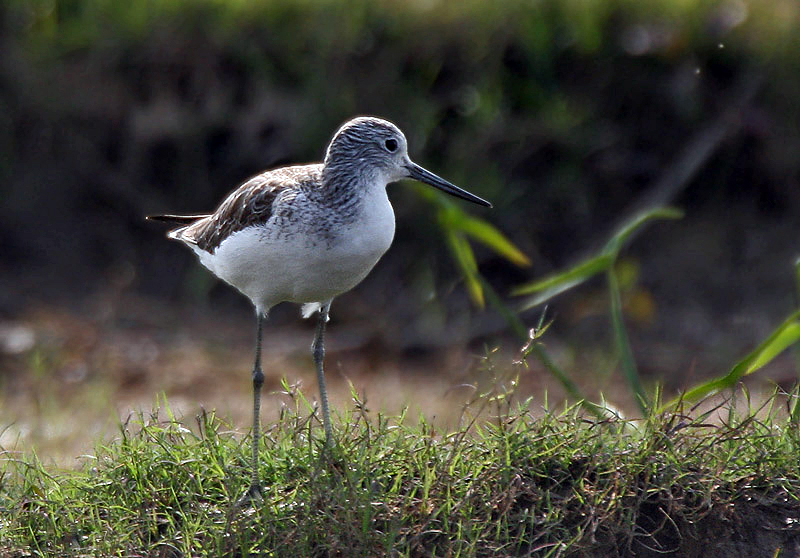
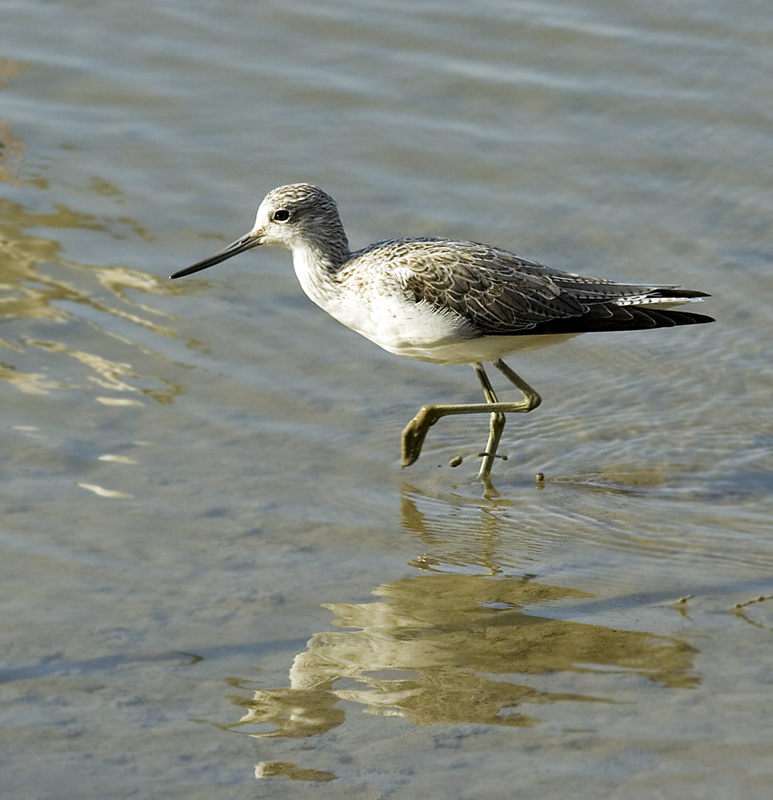
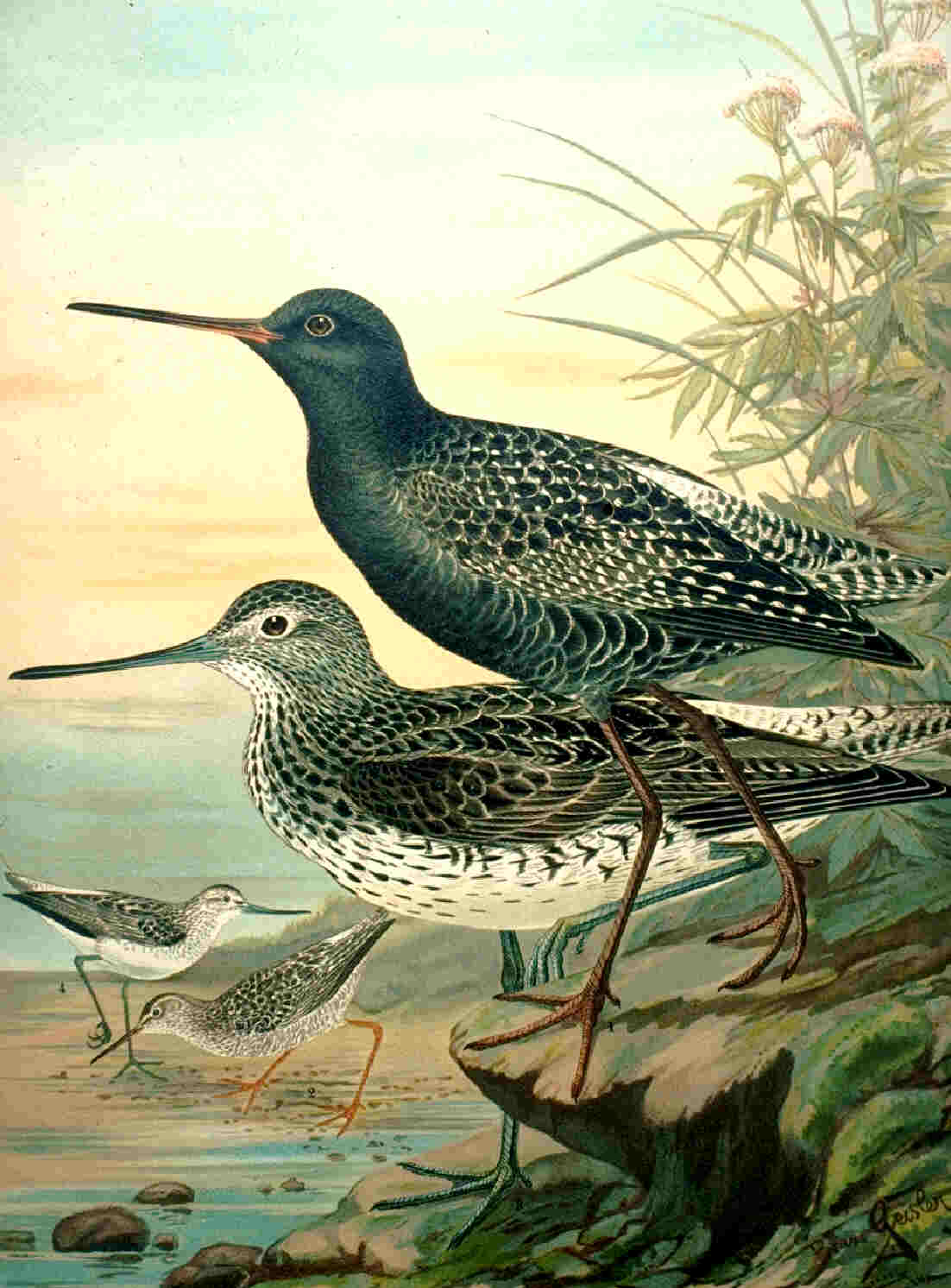
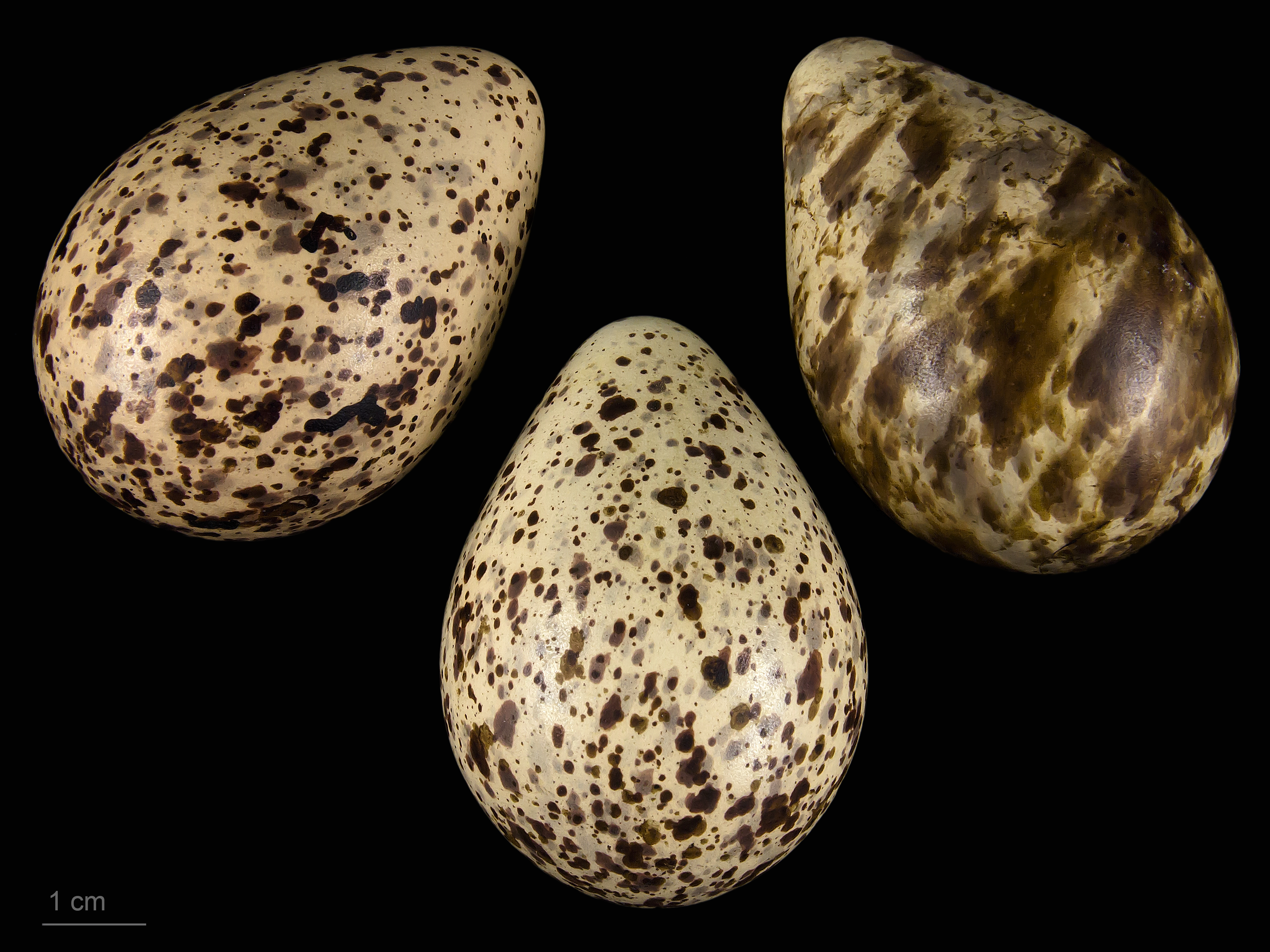
яйце Tringa nebularia -  Тулузький музей